# BEYOOOOONDSのDOYOOOOOB!
『BEYOOOOONDSのDOYOOOOOB!』（ビヨーンズのドヨービ）は、エフエムナックファイブ（NACK5）で放送されているラジオのトーク番組。

## 概要

### 番組開始当初
アイドルグループ・BEYOOOOONDSの一岡伶奈と清野桃々姫がメインパーソナリティーを、OCHA NORMA（番組開始当初は『ハロプロ研修生ユニット』）がサポートメンバーを務めるトーク番組。
前番組の『金澤朋子のVivid Midnight』のパーソナリティである金澤朋子が2021年11月24日をもってJuice=Juice及びハロー!プロジェクトを卒業したことに伴い、番組を引き継ぐ形で開始した。出演メンバーや番組タイトルはこの番組内で発表された。
初回放送では一岡や清野、リスナーのメッセージから番組でやるコーナーなどを決め、番組公式ハッシュタグも「#ビヨドヨ795」に決まった。一部企画は『金澤朋子のVivid Midnight』でおこなっていたものもある。
第106回（2023年12月10日、9日深夜）以降、一岡の体調不良に伴い、BEYOOOOONDSメンバーが代演でMCを担当していたが、2024年3月1日、一岡がBEYOOOOONDS及びハロー!プロジェクトを卒業したことに伴い、第117回（2024年3月3日、2日深夜）は一岡不在のお見送り回を放送した。

### 第118回以降
第118回（2024年3月10日、9日深夜）から清野が単独のMCとなり、OCHA NORMAがサポートメンバーを務め、さらにBEYOOOOONDSからもランダムでメンバーが出演する形式となる。

### 番組の挨拶、ノベルティ
番組の挨拶は「こんばんドーヨ!」、番組の最後は毎回、「このあとはNACK5の土曜日 一週間後はBEYOOOOONDSのDOYOOOOOB! 楽しんでいこう!」と言って締めている。
『金澤朋子のVivid Midnight』同様、メッセージを送った人の中から、収録毎に抽選で5名に出演メンバーのサイン入りステッカーをプレゼントしている。2023年6月以降は一岡、清野がデザインした新ステッカーにサインを入れてプレゼントしている。

### 公開収録イベント
2023年6月には初の公開収録イベント『NACK5 開局35周年 BEYOOOOONDSとOCHA NORMAのNICHIYOOOOOB!～Let's GO! ビヨーンと茶柱立てるぞ! in大宮～』をおこなった。なお、BEYOOOOONDS、OCHA NORMA全員が出演し、会場では前述の一岡、清野がデザインした新ステッカーをいち早く、参加者に配布した。
2024年7月14日（13日深夜）からは清野がデザインした3代目ステッカーになった。

## 放送時間
- 2021年12月5日（4日深夜）- 、エフエムナックファイブ（NACK5） 毎週日曜（土曜深夜） 0:00 - 0:30[1]

## MC
- 清野桃々姫（BEYOOOOONDS）、第1回（2021年12月5日、4日深夜） -

### 過去のMC
- 一岡伶奈（BEYOOOOONDS）、第1回（2021年12月5日、4日深夜） - 第106回（2023年12月10日、9日深夜）※清野とMCを務めた

## 番組コーナー
フリーメッセージ
一岡、清野、OCHA NORMAのサポートメンバーに対するメッセージや番組の感想を募集している。
ビヨドヨ! 一問一答
OCHA NORMAのメンバーのアレコレを訊いていくコーナー。
一問一答 これってドーヨ
リスナーからの一問一答に答えていくコーナー。不定期で行われ、新規リスナーの投稿を呼び掛けている。
ビヨドヨ!楽屋ニュース
ハマっているものやメイクのこだわりなど楽屋トークを繰り広げるコーナー。
目撃!リスナーズ・スクープ
一岡、清野、週替わりメンバーのブログや雑誌等々で見つけたスクープやタレコミを募集するコーナー。
今日の一番
番組最後に行う放送内で一番良かった発言を一岡らが決めるコーナー。

この他、季節やメンバー、公演にちなんだ特別コーナーなどをおこなっている。

## 過去のコーナー
土曜日ネーム決め
番組内で使うOCHA NORMA及びBEYOOOOONDSのサポートメンバーのニックネーム（土曜日ネーム）を決めている。ニックネームは以下の通りである。
| OCHA NORMAメンバー | ニックネーム                           |
| ------------------ | -------------------------------------- |
| 米村姫良々         | きらぽよ                               |
| 窪田七海           | くぼちゃん                             |
| 石栗奏美           | かなみん                               |
| 北原もも           | ももも                                 |
| 斉藤円香           | まどぴ                                 |
| 筒井澪心           | ころちゃん                             |
| 田代すみれ         | すーちゃん                             |
| 広本瑠璃           | るりるり → るんちゃん（2022年7月以降） |
| 中山夏月姫         | なつめ                                 |
| 西﨑美空           | みっさん                               |

| BEYOOOOONDSメンバー | ニックネーム                     |
| ------------------- | -------------------------------- |
| 島倉りか            | しまちゃん                       |
| 西田汐里            | マイルド・シオリ                 |
| 江口紗耶            | ロングレッグ・サヤ・エグチ       |
| 高瀬くるみ          | ハカセ                           |
| 前田こころ          | まえっさん                       |
| 山﨑夢羽            | マウンテン ドリーミング ウィング |
| 岡村美波            | 岡っさん                         |
| 清野桃々姫          | ももぴっぴ                       |
| 平井美葉            | ぴらいちゃん                     |
| 小林萌花            | ほっのー先輩                     |
| 里吉うたの          | キューティクルうーたん           |

### 期間限定コーナー
BEYOOOOOND 1St CONCERT TOUR〜どんと来い! BE HAPPY!〜
2022年4月の1ヶ月間、清野と一岡が公演に向けての意気込みなどを語っていたミニコーナー。
ビヨーンと!『公録イベントへの道』
2023年6月の番組イベントに向けて、BEYOOOOONDSのメンバーが出演し想いを語っていたミニコーナー。

## ゲスト
2021年
- 第3回（12月19日） - 窪田七海 ※グループ名がOCHA NORMAに決定したことを受けてコメント出演した。

2022年
- 第50回（11月13日） - JUVENILE、清野桃々姫

2023年
- 第67回（3月19日） - 鈴木みのり（声優） ※コメント出演
- 第73回（5月13日） - 小林萌花、島倉りか（BEYOOOOONDS） ※コメント出演
- 第74回（5月20日） - 西田汐里、平井美葉（BEYOOOOONDS） ※コメント出演
- 第75回（5月27日） - 江口紗耶、前田こころ（BEYOOOOONDS） ※コメント出演
- 第76回（6月4日） - 岡村美波、高瀬くるみ（BEYOOOOONDS） ※コメント出演
- 第77回（6月11日） - 里吉うたの、山﨑夢羽（BEYOOOOONDS） ※コメント出演
- 第87回（8月6日）、第88回（8月13日） - 前田こころ（BEYOOOOONDS）
- 第99回（10月29日）、第100回（11月5日）- 山岸理子

2024年
- 第146回（9月22日） - DJ KOO

## 備考
2022年3月6日（5日深夜）の放送からオープニングテーマがBEYOOOOONDSの『英雄〜笑って!ショパン先輩〜』（インストゥルメンタル）に変更された。
一岡、清野の新型コロナウイルス感染に伴い、2022年8月14日（13日深夜）、8月21日（20日深夜）の放送はOCHA NORMAの広本瑠璃、米村姫良々、筒井澪心がMCを担当した。一岡の体調不良に伴い、2023年8月20日（19日深夜）の放送はBEYOOOOONDSの里吉うたのがMCを担当した。第106回（2023年12月10日、9日深夜）以降も一岡の体調不良に伴い、BEYOOOOONDSメンバーが代演でMCを担当していた。
2023年1月1日（2022年12月31日深夜）は特別番組『NACK5 SPECIAL ラジアナ ～Music New Year～』のため、放送休止となった。
2024年11月13日、『ハロ!ステ』内のコーナー「ハロ!ビハ」にてラジオ収録（第149回）の裏側がYouTubeに公開された<ref@beyodoyo795 (2024年11月13日). "【FM NACK5】…". X（旧Twitter）より2024年11月17日閲覧。 </ref>。